# Либерийско-сьерра-леонские отношения
Либерийско-сьерра-леонские отношения — двусторонние дипломатические отношения между Либерией и Сьерра-Леоне. В 2007 году страны подписали пакт о ненападении, когда к власти пришёл президент Сьерра-Леоне Эрнест Бай Корома. В январе 2011 года посол Либерии в Сьерра-Леоне назвал отношения «сердечными». Протяжённость государственной границы между странами составляет 299 км.

## История

### Возвращение рабов
На современную территорию этих государств прибывали бывшие рабы из Северной и Южной Америки, а также людей, спасённых британским флотом с рабовладельческих кораблей, направлявшихся в Америку. Те, кто были переселены на эти территории, стали известны как креолы Сьерра-Леоне и американо-либерийцы соответственно, и в конечном итоге сформировали местные элиты обоих государств. В 1847 году Либерия обрела независимость, в то время как Сьерра-Леоне оставалась колонией Великобритании до 1961 года.

### Отношения при власти Доу и Тейлора
Отношения между Либерией и соседними странами, включая Сьерра-Леоне, были напряжёнными во время президентства Сэмюэля Доу и Чарльза Тейлора. В 1983 году либерийский генерал Томас Квивонкпа бежал в Сьерра-Леоне после того, как ему было предъявлено обвинение в попытке государственного переворота. При Чарльзе Тейлоре произошёл военный инцидент с участием вооружённых сил Сьерра-Леоне и военнослужащих Либерии, в результате чего несколько человек погибли.
В ходе заседаний Специального суда по Сьерра-Леоне прокуроры утверждали, что Чарльз Тейлор принимал активное участие в организации действий повстанцев Объединённого революционного фронта (ОРФ). Среди выдвинутых обвинений было то, что он организовал перевозку командиров ОРФ в Монровию для личной встречи с ними.

### Беженцы и послевоенные отношения
В Сьерра-Леоне прибыло более чем 40 000 либерийских беженцев, которые бежали во время Первой и Второй либерийских гражданских войн. Восемь лагерей были созданы в округе Кенема в восточной провинции Сьерра-Леоне. После окончания войн Управление Верховного комиссара ООН по делам беженцев развернуло кампанию по репатриации либерийцев домой. Однако, вместо возвращения в Либерию несколько тысяч беженцев решили остаться жить в Сьерра-Леоне. В июне 2007 года вновь открылся пограничный пункт Бо-Уотерсайд, который закрылся в 1990 году после того, как Чарльз Тейлор захватил власть в Либерии. Этот факт был воспринят Либерией как знак улучшения отношений и стимулирования роста товарооборота между странами.

## Дипломатические представительства
- Либерия имеет посольство в Фритауне[9].
- Сьерра-Леоне содержит посольство в Монровии[10].